# Feuille de laurier (outil paléolithique)
Pour les articles homonymes, voir Feuille de laurier.
La feuille de laurier est un outil préhistorique en pierre taillée caractéristique de la période du Solutréen. Il s'agit d'une pointe foliacée réalisée par façonnage d'un gros éclat ou d'un bloc de roche. Ce biface doit son nom à sa morphologie générale qui évoque celle d'une feuille de laurier. Certains archéologues pensent que ces outils servaient de couteaux pour découper la viande et dépecer les animaux. Mais elles sont tellement fines qu’elles cassent facilement. De ce fait d’autres archéologues supposent qu’elles n’avaient de rôle que symbolique, peut-être de prestige. 
Les exemplaires les plus grands, qui peuvent atteindre plus de 30 cm de long, témoignent de la mise en œuvre de différentes techniques (retouche par pression, chauffe du silex) et ont été réalisées par des tailleurs d'une compétence exceptionnelle.
La feuille de saule est une feuille de laurier plus longue et plus étroite. Elle correspond au Solutréen final.

## Galerie

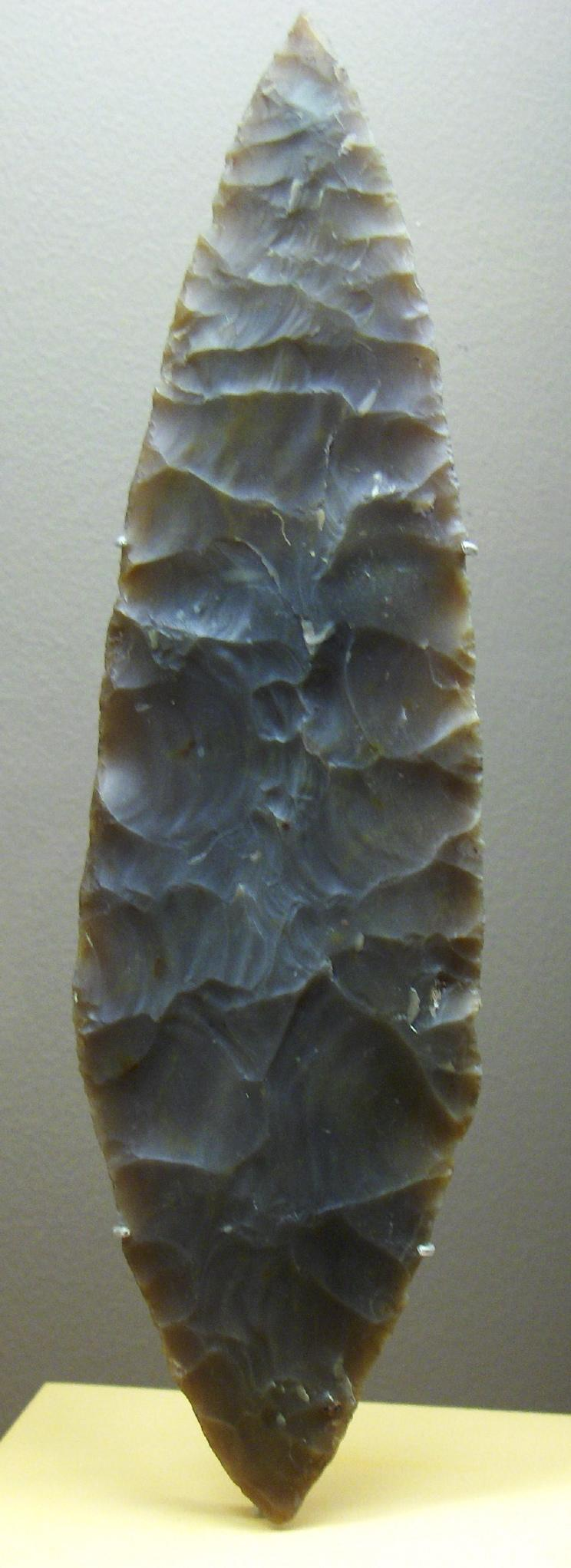
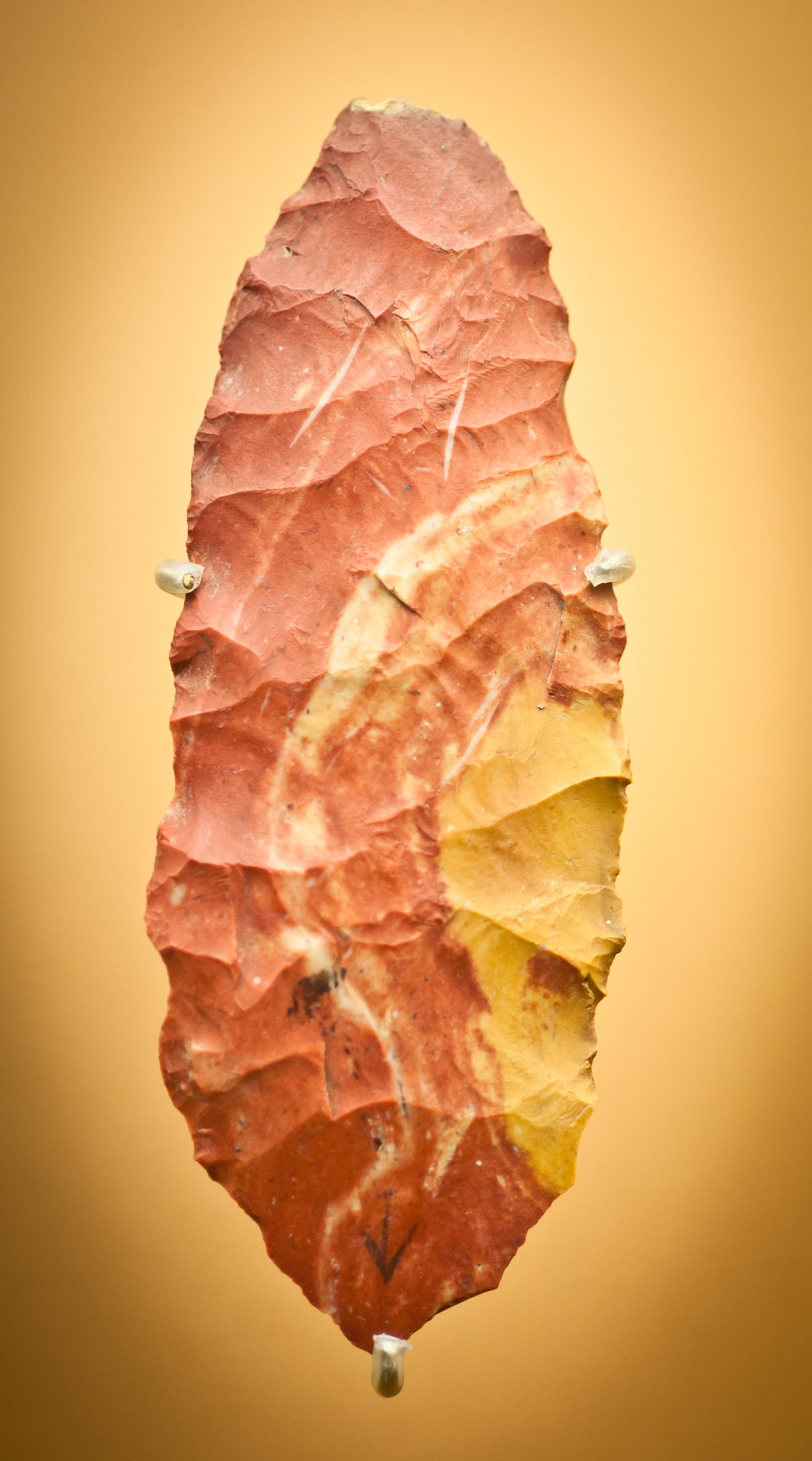